# Miguel Roberto Mukdise
Miguel Roberto Daives Mukdise (Vinará, Santiago del Estero, 9 de agosto de 1939-Termas de Río Hondo, Santiago del Estero, 9 de febrero de 2025) fue un arquitecto y político argentino. Fue diputado nacional por su provincia, entre 1999 y 2003, y dos veces intendente de la ciudad de Termas de Río Hondo, entre 2010 y 2018.

## Reseña biográfica
Miguel Roberto Mukdise nació en la localidad santiagueña de Vinará, el 9 de agosto de 1939. Se recibió de arquitecto en la Universidad Nacional de Tucumán en 1967. Se casó con Mercedes Neme, con quien tuvo tres hijos.
Militante de la Unión Cívica Radical, integró el proyecto de la Alianza. Formando parte de ese partido, se presentó en las elecciones legislativas de 1999 para diputado nacional, obteniendo la banca con el 34% de los votos junto a Mario Bonacina. Siendo legislador, presentó diversos proyectos de ley, entre los cuales destaca la declaración de emergencia hídrica,
fluvial y de infraestructura en la provincia de Santiago del Estero.
El 5 de septiembre de 2010, su hijo Miguel Roberto ganó las elecciones a intendente de la ciudad de Termas de Río Hondo. Sin embargo, este falleció de un paro cardíaco, el 4 de octubre, pocos días antes de asumir el cargo. Mukdise se postuló como intendente en las nuevas elecciones que se realizaron el 12 de diciembre de 2010, y resultó ganador con el 55% de los votos. Asumió el cargo el 17 de diciembre.
El 31 de agosto de 2014, Mukdise fue reelecto como intendente por cuatro años más, con el 31% de los sufragios. En 2018, lo sucedió en el cargo su hijo, Jorge Mukdise, quien ganó las elecciones de agosto de ese año con el 39% de los votos.
Falleció el 9 de febrero de 2025 a los 85 años estaba internado en el Centro Integral de Salud (CIS) de la ciudad termal, donde finalmente se produjo su deceso. Venía presentando serios problemas de salud en los últimos meses.